# Majdan (rejon kamieński)
Majdan (ukr. Майдан) – wieś na Ukrainie, w obwodzie wołyńskim w rejonie kamieńskim. Liczy 180 mieszkańców.
Znajduje się tu przystanek kolejowy Majdan, położony na linii Sarny – Kowel.
Do 2020 w rejonie maniewickim.